# Liste der Baudenkmäler in Seeg
Auf dieser Seite sind die Baudenkmäler in der schwäbischen Gemeinde Seeg zusammengestellt. Diese Tabelle ist eine Teilliste der Liste der Baudenkmäler in Bayern. Grundlage ist die Bayerische Denkmalliste, die auf Basis des Bayerischen Denkmalschutzgesetzes vom 1. Oktober 1973 erstmals erstellt wurde und seither durch das Bayerische Landesamt für Denkmalpflege geführt wird. Die folgenden Angaben ersetzen nicht die rechtsverbindliche Auskunft der Denkmalschutzbehörde.
 Die Liste gibt den Fortschreibungsstand vom 16. Juli 2021 wieder und umfasst 49 Baudenkmäler.

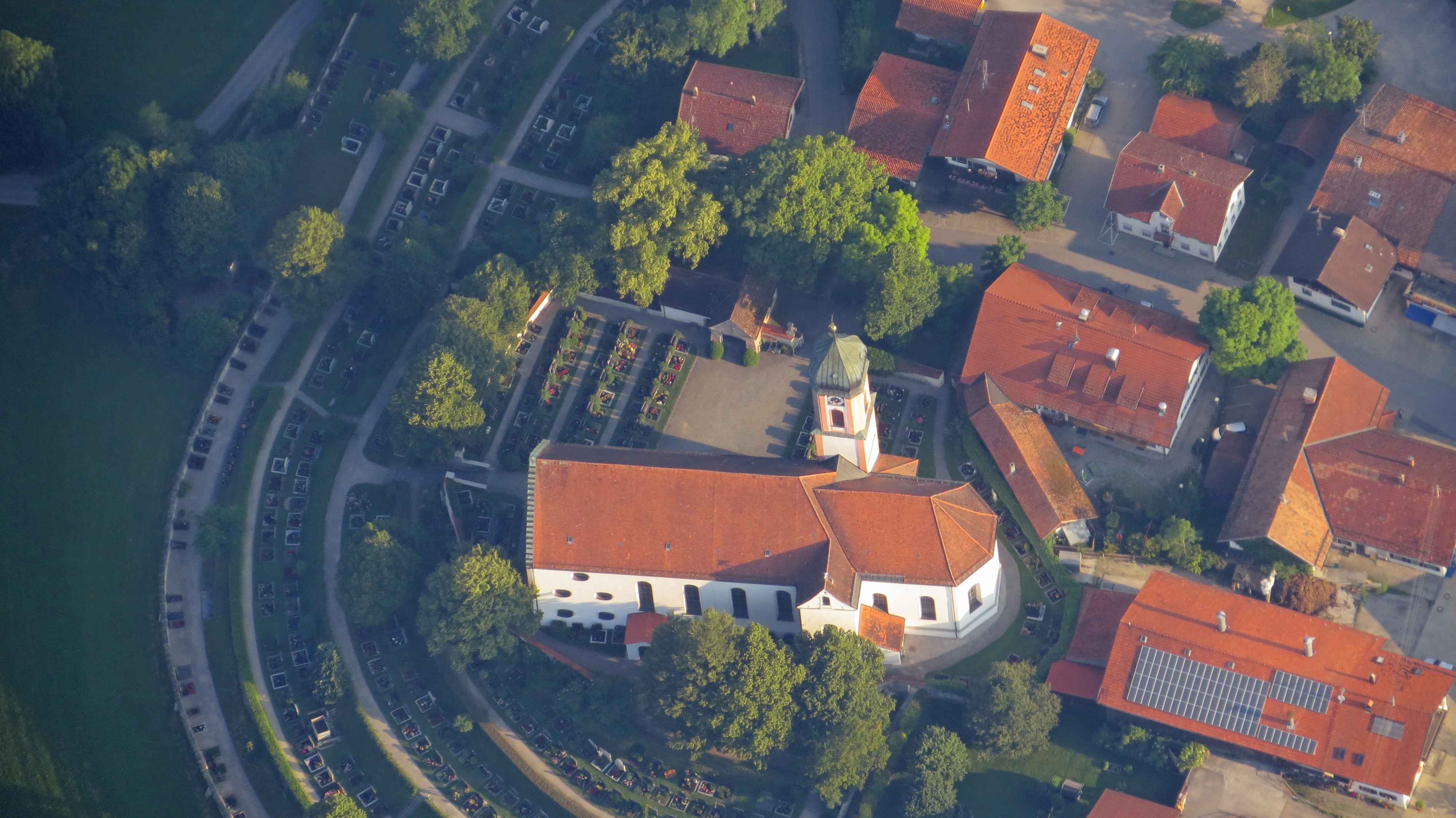
Seeg – Pfarrkirche St. Ulrich

## Baudenkmäler nach Ortsteilen

### Seeg
| Lage                                  | Objekt                                          | Beschreibung | Akten-Nr.              | Bild                                            |
| ------------------------------------- | ----------------------------------------------- | --- | ---------------------- | ----------------------------------------------- |
| Hauptstraße 11/Wiesenweg 2 (Standort) | Historische Ausstattungsstücke                  | In der Hauskapelle des Caritasheims von 1968. | D-7-77-170-7 Wikidata  | BW                                              |
| Hauptstraße 42 (Standort)             | Pfarrhaus                                       | Zweigeschossiger Flachsatteldachbau mit Rundbogenportal aus Sandstein und reichem Fachwerkgiebel, am Eingang bezeichnet mit „1688“. | D-7-77-170-6 Wikidata  | Pfarrhaus                                       |
| Hauptstraße 54 (Standort)             | Gusseiserner Ausleger in Formen des Jugendstils | | D-7-77-170-3 Wikidata  | Gusseiserner Ausleger in Formen des Jugendstils |
| Kirchplatz 2 (Standort)               | Gasthof zum Rössle                              | Zweigeschossiger traufständiger Satteldachbau mit Fachwerkgiebel, am Türsturz bezeichnet mit „1723“, überformt. | D-7-77-170-4 Wikidata  | weitere Bilder                                  |
| Kirchplatz 5 (Standort)               | Katholische Pfarrkirche St. Ulrich              | Äußerlich schmuckloser Saalbau mit flachem, zum Chor abgewalmtem Satteldach und eingezogenem Chor mit Dreiseitschluss, nördlich angestelltem Turm mit oktogonal abgeschrägtem Obergeschoss und gedrungener Zwiebelhaube, nördlich und südlich Sakristeianbauten sowie außen liegendem Kanzelaufgang mit kraftvollen Eckpilastern auf der Nordseite, Langhaus 1700/03, Chor 1710/11 von Johann Jakob Herkommer, Turmunterbau wohl noch mittelalterlich, 1636 erhöht und 1743 in den Obergeschossen von Joseph Halbritter erneuert; mit Ausstattung; Friedhofsmauer zum Teil 17./18. Jahrhundert; im Norden Torpfeiler mit zwei Sandsteinfiguren, 1762 (Kopien, Originale im Heimatmuseum). | D-7-77-170-1 Wikidata  | weitere Bilder                                  |
| Kirchplatz 10 (Standort)              | Ehemaliges Bauernhaus                           | Wohnteil, zweigeschossiger Ständerbau mit Flachsatteldach, im Kern 1591 (dendrochronologisch datiert), wohl im 19. Jahrhundert einseitig nach Norden erweitert. | D-7-77-170-55 Wikidata | weitere Bilder                                  |

### Albatsried
| Lage                                              | Objekt                         | Beschreibung | Akten-Nr.              | Bild                       |
| ------------------------------------------------- | ------------------------------ | --- | ---------------------- | -------------------------- |
| Albatsried 26 (Standort)                          | Balkenkreuz mit arma sacra     | Anfang 19. Jahrhundert. | D-7-77-170-9 Wikidata  | Balkenkreuz mit arma sacra |
| Osterwiesen, südöstlich von Albatsried (Standort) | Katholische Kapelle St. Rochus | Kleiner Saalbau mit Halbrundapsis und offenem Dachreiter mit Spitzhelm, 1647 als Pestkapelle errichtet; mit Ausstattung; ehemaliger Pestfriedhof, Feldsteinmauergeviert mit Sandsteinkreuz, angelegt nach 1635. | D-7-77-170-10 Wikidata | weitere Bilder             |

### Amberg
| Lage                | Objekt                                      | Beschreibung | Akten-Nr.              | Bild           |
| ------------------- | ------------------------------------------- | --- | ---------------------- | -------------- |
| Amberg 5 (Standort) | Katholische Kapelle zum Gegeißelten Heiland | Kleiner Saalbau mit eingezogener Halbrundapsis und offenem Dachreiter mit Pyramidendach, erbaut 1845; mit Ausstattung. | D-7-77-170-11 Wikidata | weitere Bilder |
| Amberg 9 (Standort) | Hausfigur                                   | Kruzifix mit arma sacra, 19. Jahrhundert.                                                                              | D-7-77-170-12 Wikidata | Hausfigur      |

### Anwanden
| Lage                   | Objekt                    | Beschreibung | Akten-Nr.              | Bild           |
| ---------------------- | ------------------------- | --- | ---------------------- | -------------- |
| In Anwanden (Standort) | Katholische Marienkapelle | Kleiner Rechteckraum mit eingezogenem segmentbogigem Schluss und hohem offenen Dachreiter mit Pyramidendach, 1883; mit Ausstattung. | D-7-77-170-13 Wikidata | weitere Bilder |

### Aufmberg
| Lage                   | Objekt                     | Beschreibung | Akten-Nr.              | Bild                       |
| ---------------------- | -------------------------- | --- | ---------------------- | -------------------------- |
| Aufmberg 32 (Standort) | Zugehöriger Getreidestadel | Ursprünglich freistehende zweigeschossige Anlage in Ständerbohlenbauweise, jetzt zweiseitig umbaut, Ende 18. Jahrhundert. | D-7-77-170-15 Wikidata | Zugehöriger Getreidestadel |

### Bach
| Lage       | Objekt                                      | Beschreibung | Akten-Nr.              | Bild                                        |
| ---------- | ------------------------------------------- | --- | ---------------------- | ------------------------------------------- |
| (Standort) | Katholische Kapelle zum Gegeißelten Heiland | Kleiner Saalbau mit eingezogenem Chor mit Dreiseitschluss und offenem Dachreiter, um 1753; mit Ausstattung. Nicht nachqualifiziert, im Bayerischen Denkmal-Atlas nicht kartiert. | D-7-77-170-16 Wikidata | Katholische Kapelle zum Gegeißelten Heiland |

### Brandstatt
| Lage                    | Objekt                                                                       | Beschreibung                                                             | Akten-Nr.              | Bild           |
| ----------------------- | ---------------------------------------------------------------------------- | ------------------------------------------------------------------------ | ---------------------- | -------------- |
| Brandstatt 1 (Standort) | Klassizistische Fassadenmalerei an der südlichen Traufseite des Bauernhauses | Medaillon über dem Eingang und gerahmtes Rechteckbild seitlich, 1780/90. | D-7-77-170-17 Wikidata | weitere Bilder |

### Buchach
| Lage                  | Objekt                                      | Beschreibung | Akten-Nr.              | Bild           |
| --------------------- | ------------------------------------------- | --- | ---------------------- | -------------- |
| Buchach 7 (Standort)  | Bauernhaus                                  | Mitterstallbau mit profilierten Kopfbügen, verputzter Ständerbau mit Flachsatteldach, wohl noch 17. Jahrhundert. Bau wird offenbar dem Verfall preisgegeben | D-7-77-170-19 Wikidata | Bauernhaus     |
| Buchach 10 (Standort) | Katholische Kapelle St. Antonius der Eremit | Saalbau mit eingezogener Halbrundapsis und vorkragendem Giebelreiter mit gedrungener Zwiebelhaube, erbaut um 1738; mit Ausstattung.                         | D-7-77-170-18 Wikidata | weitere Bilder |

### Burk
| Lage               | Objekt                                        | Beschreibung | Akten-Nr.              | Bild                                        |
| ------------------ | --------------------------------------------- | --- | ---------------------- | ------------------------------------------- |
| Burk 10 (Standort) | Hausfigur                                     | Kruzifix mit arma sacra, erste Hälfte 19. Jahrhundert; an der Giebelfront des Bauernhauses.                                            | D-7-77-170-53 Wikidata | Hausfigur                                   |
| Burk 18 (Standort) | Historische Ausstattung der Sebastianskapelle | In Neubau von 2004. | D-7-77-170-20 Wikidata | weitere Bilder                              |
| Burk 21 (Standort) | Wohnteil eines Bauernhauses                   | Zweigeschossiger Bau mit Flachsatteldach, Kerbschnitzerei, verschaltem Giebel und profilierten Bügen, zweites Viertel 19. Jahrhundert. | D-7-77-170-21 Wikidata | Wohnteil eines Bauernhauses                 |
| Burk 45 (Standort) | Ehemaliges Betriebsgebäude der Marienquelle   | Erdgeschossiger Walmdachbau, 1910 errichtet, später verändert; mit technischer Ausstattung; zugehörige Quellenfassung.                 | D-7-77-170-54 Wikidata | Ehemaliges Betriebsgebäude der Marienquelle |

### Dederles
| Lage                   | Objekt                    | Beschreibung | Akten-Nr.              | Bild                      |
| ---------------------- | ------------------------- | --- | ---------------------- | ------------------------- |
| In Dederles (Standort) | Katholische Marienkapelle | Saalbau mit eingezogenem Chor mit Dreiseitschluss und offenem Dachreiter, wohl Anfang 18. Jahrhundert; mit Ausstattung. | D-7-77-170-22 Wikidata | Katholische Marienkapelle |

### Engelbolz
| Lage                   | Objekt                    | Beschreibung | Akten-Nr.              | Bild           |
| ---------------------- | ------------------------- | --- | ---------------------- | -------------- |
| Engelbolz 1 (Standort) | Katholische Weilerkapelle | Kleiner Saalbau mit eingezogener Halbrundapsis und gemauertem Dachreiter mit Glockenhaube, 1829/30; mit Ausstattung. | D-7-77-170-23 Wikidata | weitere Bilder |

### Enzenstetten
| Lage                      | Objekt                                     | Beschreibung | Akten-Nr.              | Bild           |
| ------------------------- | ------------------------------------------ | --- | ---------------------- | -------------- |
| Enzenstetten 1 (Standort) | Katholische Kapelle zur Hl. Dreifaltigkeit | Rundbau mit Mansardzeltdach, Westturm mit oktogonalem Obergeschoss und Spitzhelm, im Kern 1651, umgebaut 1733; mit Ausstattung. | D-7-77-170-24 Wikidata | weitere Bilder |

### Greit
| Lage                                                                | Objekt              | Beschreibung | Akten-Nr.              | Bild                |
| ------------------------------------------------------------------- | ------------------- | --- | ---------------------- | ------------------- |
| Zwischen alter Haus-Nr. 114 1/3 und alter Haus-Nr. 116 a (Standort) | Schmiedeeisen-Kreuz | Auf Sandsteinsockel, bezeichnet mit „1783“. Nicht nachqualifiziert, im Bayerischen Denkmal-Atlas nicht kartiert. | D-7-77-170-25 Wikidata | Schmiedeeisen-Kreuz |

### Hack
| Lage              | Objekt                             | Beschreibung                                                                          | Akten-Nr.              | Bild           |
| ----------------- | ---------------------------------- | ------------------------------------------------------------------------------------- | ---------------------- | -------------- |
| Hack 9 (Standort) | Katholische Kapelle Mariä Opferung | Saalbau mit trapezförmigem Chor und offenem Dachreiter, erbaut 1660; mit Ausstattung. | D-7-77-170-26 Wikidata | weitere Bilder |

### Hitzleried
| Lage                                          | Objekt                                          | Beschreibung                                                                                          | Akten-Nr.              | Bild              |
| --------------------------------------------- | ----------------------------------------------- | --- | ---------------------- | ----------------- |
| Bei Hitzleried, am Weg nach Lobach (Standort) | Kapellenbildstock                               | 19. Jahrhundert.                                                                                      | D-7-77-170-28 Wikidata | Kapellenbildstock |
| Zur Osterwies 12 (Standort)                   | Katholische Kapelle zur heiligen Dreifaltigkeit | Rechteckbau mit Dreiseitschluss und offenem Dachreiter, wohl Anfang 19. Jahrhundert; mit Ausstattung. | D-7-77-170-27 Wikidata | weitere Bilder    |

### Kirchthal
| Lage                   | Objekt                            | Beschreibung | Akten-Nr.              | Bild           |
| ---------------------- | --------------------------------- | --- | ---------------------- | -------------- |
| Kirchthal 8 (Standort) | Katholische Filialkirche St. Anna | Saalbau mit eingezogenem Chor mit Dreiseitschluss und Strebepfeilern, 1698, nördlich angestellt Turm mit steilem Satteldach und Sakristei, 1707/08; mit Ausstattung. | D-7-77-170-29 Wikidata | weitere Bilder |

### Langegg
| Lage                                                               | Objekt                        | Beschreibung | Akten-Nr.              | Bild           |
| ------------------------------------------------------------------ | ----------------------------- | --- | ---------------------- | -------------- |
| Langegg 4 (Standort)                                               | Katholische Kapelle St. Maria | Rechteckbau mit Satteldach, eingezogener Halbrundapsis und über Konsole auskragendem gemauertem Giebelreiter mit Satteldach, erbaut 1845; mit Ausstattung. Kapelle in desolatem hygienischen Zustand: hunderte tote Fliegen im Inneren und über den Dachreiter fallen immer wieder erneut unzählige Fliegen rein. | D-7-77-170-31 Wikidata | weitere Bilder |
| Langegg 16 (am nordwestlichen Ortsrand von Oberlangegg) (Standort) | Katholische Kapelle St. Maria | Rechteckbau steilem Satteldach, Dreiseitchor und offenem Dachreiter, spätes 17. Jahrhundert; mit Ausstattung. | D-7-77-170-30 Wikidata | weitere Bilder |

### Lobach
| Lage                        | Objekt                               | Beschreibung | Akten-Nr.              | Bild                        |
| --------------------------- | ------------------------------------ | --- | ---------------------- | --------------------------- |
| Alter Kirchweg 4 (Standort) | Bauernhaus                           | Zweigeschossiger verputzter Ständerbau mit Flachsatteldach, Giebeltür mit Balustern, über Tenntor bezeichnet mit „1819“.                                                                   | D-7-77-170-33 Wikidata | Bauernhaus                  |
| Nähe Mühlenweg (Standort)   | Katholische Kapelle Mariä Vermählung | Saalbau mit Satteldach und Dreiseitchor, Westturm mit geputzter Eckquaderung im Untergeschoss, oktogonalem Obergeschoss und Zwiebelhaube, 1795/96 vergrößerter Barockbau; mit Ausstattung. | D-7-77-170-32 Wikidata | weitere Bilder              |
| Talstraße 19 (Standort)     | Hausfigur                            | Kruzifix, wohl 19. Jahrhundert. | D-7-77-170-34 Wikidata | Hausfigur                   |
| Talstraße 25 (Standort)     | Wohnteil eines Bauernhauses          | Zweigeschossiger Satteldachbau mit überhöhtem First und aufgedoppelter Haustür, Ende 18. Jahrhundert.                                                                                      | D-7-77-170-35 Wikidata | Wohnteil eines Bauernhauses |

### Oberreuten
| Lage                    | Objekt                           | Beschreibung | Akten-Nr.              | Bild                             |
| ----------------------- | -------------------------------- | --- | ---------------------- | -------------------------------- |
| Oberreuten 3 (Standort) | Katholische Kapelle St. Antonius | Rechteckbau mit leicht eingezogenem Chor mit Dreiseitschluss und offenem Dachreiter, Mitte 17. Jahrhundert; mit Ausstattung. | D-7-77-170-38 Wikidata | Katholische Kapelle St. Antonius |
| Oberreuten 6 (Standort) | Hausfigur                        | Kreuz mit arma sacra, 19. Jahrhundert.                                                                                       | D-7-77-170-39 Wikidata | Hausfigur                        |

### Ried
| Lage               | Objekt                         | Beschreibung | Akten-Nr.              | Bild           |
| ------------------ | ------------------------------ | --- | ---------------------- | -------------- |
| Ried 14 (Standort) | Bauernhaus                     | Zweigeschossiger verputzter Ständerbau mit Flachsatteldach, Giebeltür mit Balusterbrüstung, im Kern zweite Hälfte 18. Jahrhundert; verbretterter Stadel mit Holznägelköpfen und Schrägbalken, erste Hälfte 19. Jahrhundert. | D-7-77-170-41 Wikidata | Bauernhaus     |
| In Ried (Standort) | Katholische Kapelle St. Joseph | Rechteckbau mit Satteldahm, Dreiseitschluss und offenem Dachreiter, um 1795; mit Ausstattung. | D-7-77-170-40 Wikidata | weitere Bilder |

### Riedegg
| Lage                          | Objekt     | Beschreibung | Akten-Nr.              | Bild       |
| ----------------------------- | ---------- | --- | ---------------------- | ---------- |
| Riedegg 23 (Standort)         | Bauernhaus | Mit Hakenschopf und profilierten Bügen, zweiseitig verbretterter verputzter Ständerbau, erste Hälfte 18. Jahrhundert. | D-7-77-170-42 Wikidata | Bauernhaus |
| Westende des Ortes (Standort) | Kruzifix   | Mit arma sacra, 19. Jahrhundert. Nicht nachqualifiziert, im Bayerischen Denkmal-Atlas nicht kartiert.                 | D-7-77-170-43 Wikidata | Kruzifix   |

### Schwarzenbach
| Lage                        | Objekt                          | Beschreibung | Akten-Nr.              | Bild           |
| --------------------------- | ------------------------------- | --- | ---------------------- | -------------- |
| In Schwarzenbach (Standort) | Katholische Kapelle St. Koloman | Rechteckbau mit eingezogenem Dreiseitchor und offenem Dachreiter mit verschindelter Zwiebelhaube, Mitte 18. Jh.; mit Ausstattung. | D-7-77-170-44 Wikidata | weitere Bilder |

### Seeweiler
| Lage                       | Objekt                                      | Beschreibung | Akten-Nr.              | Bild           |
| -------------------------- | ------------------------------------------- | --- | ---------------------- | -------------- |
| Zum Ostermoos 6 (Standort) | Katholische Kapelle St. Johannes und Paulus | Kleiner Saalbau mit Satteldach und eingezogenem Halbrundchor, wohl Ende 17. Jahrhundert, westlich vorgestellter Turm aus Sichtziegeln, mit Zeltdach, wohl zweite Hälfte 19. Jahrhundert; mit Ausstattung. | D-7-77-170-45 Wikidata | weitere Bilder |

### Straß
| Lage                                 | Objekt                       | Beschreibung                                               | Akten-Nr.              | Bild                         |
| ------------------------------------ | ---------------------------- | ---------------------------------------------------------- | ---------------------- | ---------------------------- |
| Nähe Landstraße bei Straß (Standort) | Balkenkreuz mit Arma Christi | 19. Jahrhundert; am Stadel an der Straße von Enzenstetten. | D-7-77-170-46 Wikidata | Balkenkreuz mit Arma Christi |

### Sulzberg
| Lage | Objekt                             | Beschreibung                                                                                          | Akten-Nr.              | Bild |
| ---- | ---------------------------------- | --- | ---------------------- | ---- |
| ()   | Katholische Dreifaltigkeitskapelle | Erbaut um 1706; mit Ausstattung. Nicht nachqualifiziert, im Bayerischen Denkmal-Atlas nicht kartiert. | D-7-77-170-47 Wikidata |      |

### Tannenmühle
| Lage                     | Objekt                                  | Beschreibung | Akten-Nr.              | Bild                                    |
| ------------------------ | --------------------------------------- | --- | ---------------------- | --------------------------------------- |
| Tannenmühle 2 (Standort) | Bauernhaus                              | Zweigeschossiger verputzter Ständerbau mit Bemalung an Balken und Streben, wohl zweite Hälfte 18. Jahrhundert.                                      | D-7-77-170-50 Wikidata | Bauernhaus                              |
| Tannenmühle 4 (Standort) | Katholische Kapelle St. Sebastian       | Kleiner Saalbau mit eingezogenem Dreiseitschluss und offenem Dachreiter mit Schweifhaube, erbaut 1706; mit Ausstattung.                             | D-7-77-170-48 Wikidata | weitere Bilder                          |
| Tannenmühle 6 (Standort) | Ehemalige Mühle, sogenannte Tannenmühle | Zweigeschossiger verputzter Ständerbau mit Flachsatteldach über Bruchsteinuntergeschoss, im Kern 17. Jahrhundert, über Tenne bezeichnet mit „1837“. | D-7-77-170-49 Wikidata | Ehemalige Mühle, sogenannte Tannenmühle |

### Unterreuten
| Lage       | Objekt                            | Beschreibung | Akten-Nr.              | Bild                              |
| ---------- | --------------------------------- | --- | ---------------------- | --------------------------------- |
| (Standort) | Katholische Kapelle St. Katharina | Neubau von 1930; mit historischer Ausstattung. Nicht nachqualifiziert, im Bayerischen Denkmal-Atlas nicht kartiert. | D-7-77-170-51 Wikidata | Katholische Kapelle St. Katharina |

### Wiesleuten
| Lage                                                         | Objekt           | Beschreibung                                                    | Akten-Nr.              | Bild             |
| ------------------------------------------------------------ | ---------------- | --------------------------------------------------------------- | ---------------------- | ---------------- |
| Nähe Wiesleutener Straße, am Nordrand des Weilers (Standort) | Bildstockkapelle | Kleiner Satteldachbau mit Staffelgiebel, Mitte 19. Jahrhundert. | D-7-77-170-52 Wikidata | Bildstockkapelle |

## Ehemalige Baudenkmäler
In diesem Abschnitt sind Objekte aufgeführt, die früher einmal in der Denkmalliste eingetragen waren, jetzt aber nicht mehr. Objekte, die in anderem Zusammenhang also z. B. als Teil eines Baudenkmals weiter eingetragen sind, sollen hier nicht aufgeführt werden. Aktennummern in diesem Abschnitt sind ehemalige, jetzt nicht mehr gültige Aktennummern.

| Lage                                | Objekt                      | Beschreibung                                                                                                | Akten-Nr.              | Bild                        |
| ----------------------------------- | --------------------------- | --- | ---------------------- | --------------------------- |
| Seeg Hauptstraße 53 (Standort)      | Ehemaliges Wohnhaus         | Zweigeschossiger massiver Walmdachbau, nach 1818, Erdgeschoss stark verändert.                              | D-7-77-170-2 Wikidata  | Ehemaliges Wohnhaus         |
| Albatsried Albatsried 28 (Standort) | Bauernhaus                  | Rauputzgliederung, Kerbschnitzerei und Kniestock, Mitte 19. Jahrhundert                                     | D-7-77-170-8 Wikidata  | Bauernhaus                  |
| Obermühle Obermühle 1 (Standort)    | Wohnteil eines Bauernhauses | Zweigeschossiger Flachsatteldachbau, kräftige Büge und Giebeltür, Ende 17. und erste Hälfte 19. Jahrhundert | D-7-77-170-37 Wikidata | Wohnteil eines Bauernhauses |